# Cesur ve Güzel
Cesur ve Güzel (en español: Valiente y hermosa) es una serie de televisión turca de 2016, producida por Ay Yapım y emitida por Star TV. La serie fue nominada por los premios Emmy Internacional como mejor telenovela en 2018.
Se ha transmitido en numerosos países como Hungría, Rumania, España, Albania, Grecia, Kosovo, Pakistán, Bolivia, Irán, Irak, Kurdistán, México, Argentina, Paraguay, Puerto Rico, Colombia, Chile y Perú.

## Trama
Tahsin Korludağ es el patriarca de una influyente y adinerada familia, lo que lo hace un hombre temido y respetado por todos en su pueblo. Es padre de dos hijos; Korhan, su hijo varón que es su gran decepción, y Sühan, su inteligente y amada hija. La esposa de Korhan, Cahide, no ha tenido éxito en quedar embarazada. Ella intenta matar a Sühan, porque teme que quede embarazada primero y ese hijo se transforme en el heredero de Korludağ. Sin embargo, sus planes se estropean cuando un extraño hombre llamado Cesur salva la vida de Sühan, y rápidamente se convierte en cercano a la familia. Pero lo que nadie sabe es que la venganza corre por las venas de Cesur y su repentina aparición no es casualidad.

## Reparto
- Kıvanç Tatlıtuğ como Cesur Alemdaroğlu / Karahasanoğlu.
- Tuba Büyüküstün como Sühan Korludağ.
- Tamer Levent como Tahsin Korludağ.
- Erkan Avcı como Korhan Korludağ.
- Serkan Altunorak como Bülent Aydınbaş.
- Sezin Akbaşoğulları como Cahide Korludağ.
- Devrim Yakut como Mihriban Aydınbaş.
- Tilbe Saran como Fügen Karahasanoğlu.
- Nihan Büyükağaç como Adalet Soyözlü.
- Zeynep Kızıltan como Hülya Yıldırım.
- Serdar Özer como Fiscal Serhat.
- Yiğit Özşener como Rıza Soyözlü.
- Okday Korunan como Salih Turhan.
- Müfit Kayacan como Rıfat İlbey.
- Işıl Dayoğlu como Reyhan Turhan.
- Fırat Altunmeşe como Kemal Bozlu.
- Gözde Türkpençe como Banu Vardar.
- Irmak Örnek como Şirin Turhan.
- Cansu Türedi como Necla.
- Kahraman Sivri como Mehmet.
- Serhat Parıl como Turan Fişekçi.
- Sinan Pekinton como Çetin Vardar.
- Yaşar Akın como Mithat Topakçı.
- Aras Ongun como Ömer.
- Ali Pinar como Hasan Karahasanoğlu.
- Miraç Sevsay como Tahsin (joven).
- Pervin Bağdat como Nurhan Korludağ.
- Alp Özer como Cesur (niño).
- Elvin Duru Erdoğan como Sühan (niña).
- Arda Kalaycı como Korhan (niño).
- Sibel Kasapoğlu como Adalet (joven).

## Premios y nominaciones
| Año  | Premios                               | Categoría             | Nominado(a)                       | Resultado | Ref.        |
| ---- | ------------------------------------- | --------------------- | --------------------------------- | --------- | ----------- |
| 2016 | Premios GQ Turquía                    | Premios GQ Turquía    | Kıvanç Tatlıtuğ                   | Ganador   |             |
| 2017 | Premios de TelevisionDisisi.com       | Mejor pareja          | Cesur y Suhan                     | Ganadora  |             |
| 2017 | Revista Sayidaty                      | Mejor actor           | Kıvanç Tatlıtuğ                   | Ganador   | [ 4 ]       |
| 2017 | Revista Sayidaty                      | Mejor actriz          | Tuba Büyüküstün                   | Ganadora  | [ 4 ]       |
| 2017 | Seoul International Drama Awards      | Mejor serie dramática | Cesur ve Güzel                    | Ganadora  | [ 5 ]       |
| 2017 | Seoul International Drama Awards      | Mejor director        | Ali Bilgin                        | Nominado  | [ 6 ] [ 7 ] |
| 2017 | Seoul International Drama Awards      | Mejor actor           | Kıvanç Tatlıtuğ                   | Nominado  | [ 6 ] [ 7 ] |
| 2017 | Festival Árabe Internacional de Dubái | Mejor pareja          | Kıvanç Tatlıtuğ y Tuba Büyüküstün | Ganadores | [ 8 ]       |
| 2018 | Premios Emmy Internacional            | Mejor telenovela      | Cesur ve Güzel                    | Nominada  | [ 2 ]       |